# Guillaume IV van den Bergh
Guillaume IV de Berghes (né le 24 décembre 1537 au château d'Huis Bergh à 's-Heerenberg; † 6 novembre 1586 au  château d'Ulft), était le comte régnant de Berghes. Il fut stathouder de Gueldre et de Zutphen entre 1581 et 1583.

## Biographie
Guillaume était le fils aîné d'Oswald II de Berghes (1508–1546) et d'Elisabeth von Dorth (vers 1505–1545), et un petit-neveu d'Oswald Ier de Berghes.
Guillaume grandit à Louvain et à la cour impériale de Bruxelles, où il côtoyait d'autres jeunes princes comme Guillaume d'Orange. Le comte Guillaume épousa la sœur de ce dernier, Marie de Nassau (1539-1599), le 11 novembre 1556 au château de Moers. Peu après, il fit appeler au château d'Huis Bergh un chapelain protestant. À partir de la fin des années 1550, Guillaume entretint une correspondance suivie avec son gendre et cousin éloigné, le  comte Hermann de Neuenahr et Moers (de) (1520–1578).
Il fut l'un des meneurs des 200 nobles qui, au mois de novembre 1565, adressèrent le 5 avril 1566 le Compromis de Breda au gouverneur des Pays-Bas, la princesse Marguerite de Parme.
Philippe II envoya en 1567 aux Pays-Bas une armée commandée par le duc d'Albe afin de mater cette rébellion. Le 24 janvier 1568, le duc d'Albe le cita à comparaître devant le Conseil des troubles, et il décida de prendre la fuite à Dillenburg avec son gendre Guillaume d'Orange. Ses possessions aux Pays-Bas néerlandais furent confisquées.
En 1572, Guillaume prit la tête d'une petite armée d'environ 5 000 mercenaires, financée par Guillaume Ier d'Orange. À l'été suivant il marcha contre la Gueldre. Il fut d'abord victorieux et s'empara coup sur coup de Doetinchem, Zutphen, Deventer, Zwolle, Kampen et Steenwijk ; mais il se laissa surprendre à l'automne par l’expédition punitive de Fadrique Alvare de Tolède et dut s'enfuir. Il se retrouvait pour la seconde fois démuni au Saint Empire. Ce n'est qu'après la Pacification de Gand, en 1576, qui lui accorda l'amnistie, qu'il put rentrer aux Pays-Bas et reprendre possession de ses terres.
En 1577, Guillaume IV de Berghes est cité par Jean Wier (1515/16–1588) et d'autres détracteurs de la chasse aux sorcières, en tant qu'opposant à la question et à la peine de mort.
Guillaume fit candidature en 1578 au poste de stathouder de Gueldre, mais perdit les élections face au comte Jean VI de Nassau-Dillenbourg. Puis, lorsque ce dernier se fut rendu en 1581 au Saint-Empire dans son château de Dillenbourg, Guillaume rallia les scrutins contre le comte Adolf de Neuenahr. Malgré ses doutes envers son gendre (car ce dernier avait tenté de négocier avec Alexandre Farnèse son ralliement à la cause impériale), Guillaume d'Orange le confirma au printemps 1582 comme stathouder de Gueldre.
Toutefois Guillaume d'Orange et le chancelier de Gueldre Elbertus Leoninus le surveillaient désormais, car alors même qu'il était stathouder, Guillaume de Berghes continuait de négocier avec Alexandre Farnèse. Sa correspondance secrète fut saisie et elle fournit suffisamment de preuves pour le mettre en accusation : les parlementaires de Gueldre le firent arrêter le 5 novembre 1583 à Arnhem avec l'appui de la milice locale. Il fut incarcéré avec sa femme Marie, ses trois fils aînés Hermann, Frédéric et Oswald, et plusieurs gentilshommes de sa maison à Zaltbommel puis à Delfshaven. Ils furent libérés sur parole au printemps 1584, ayant juré de se rendre en terrain neutre et de s'abstenir désormais de toute participation au conflit ; mais Guillaume s'enfuit à Bruxelles et prêta serment d'allégeance à la Couronne d'Espagne, comme le firent ses fils par la suite.
À la mort de Guillaume, en 1586, sa veuve Marie de Nassau put hériter de ses terres à condition qu'elle observe désormais une absolue neutralité.

## Mariages et descendance

Armoiries de Guillaume:
(1) Berghes, (2) Egmond, (3) Moers-Saarwerden, (4) Culemborg

Guillaume épousa le 11 novembre 1556 au château de Moers Marie de Nassau (1539-1599), fille aînée de Guillaume de Nassau-Dillenbourg. Voici leurs enfants :
- Magdalena (née le 1er août 1557 à Huis Bergh ; † 25 mai 1579)
- Hermann (né le 2 août 1558 à ’s-Heerenberg; † 12 août 1611 à Spa)

⚭ février 1599 à Wouw avec Maria Mencia von Wittem, marquise de Bergues-sur-le-Zoom (1581–1613), fille de Johann von Witthem.
- Frédéric (né le 18 août 1559 à ’s-Heerenberg; † 3 septembre 1618 à Boxmeer)

⚭ 8 février 1601 Françoise, baronne de Renty (1583–1629), fille d'Eustache de Ravanel
- Marie (née en 1560 à ’s-Heerenberg)
- Oswald (né le 16 juin 1561 à ’s-Heerenberg; tué le 27 janvier 1586 à la bataille de Boksum)
- Wilhelmine (née le 7 juillet 1562 à ’s-Heerenberg; † noyée le 15 novembre 1591 à Ulft)
- Élisabeth (née le 31 décembre 1563 à ’s-Heerenberg; † vers 1572 à Cologne)
- Joost (né le 25 janvier 1565 à ’s-Heerenberg; † 8 août 1600)
- Ludwig (né le 1er novembre 1572 à Cologne ; mort le 19 juin 1592 au siège de Steenwijk (1592) (nl))
- Henri (né en 1573 à Brême ; † 22 mai 1638 à Zutphen)

⚭ 4 mars 1612 à Wouw avec Marguerite (1580–1627), fille de Jean de Witthem
⚭ 1629 Jéromine-Catherine de Spaur-Flavon (1600–1683), fille de George-Frédéric de Spaur-Flavon
- Adam (né en 1575 à Cologne ; ⚔ 7 novembre 1590 à Groningue)
- Adolf (né en 1576 à Kampen; ⚔ 25 mai 1609 à Bois-le-Duc)
- Catherine (née en 1578 à ’s-Heerenberg; † 19 octobre 1640 à Culemborg)

⚭ 4 mars 1601 avec Florent II de Pallandt (1577–1639), fils de Florent de Pallandt
- Anna (née en 1579 à ’s-Heerenberg; † 17 août 1630 à Echt)
- Juliana (née en 1580 à ’s-Heerenberg; † noyée le 15 novembre 1591 à Ulft)
- Elisabeth (née en 1581 à ’s-Heerenberg; † 12 janvier 1614 à Essen)
- Charlotte (née en 1582 à ’s-Heerenberg; † 2 novembre 1631)

Ses deux filles Wilhelmine et Juliana moururent noyées le 15 novembre 1591 dans l'Oude IJssel à Ulft, le pont sur lequel elles marchaient ayant cédé.